# Xã Salt Springs, Quận Greenwood, Kansas
Xã Salt Springs (tiếng Anh: Salt Springs Township) là một xã thuộc quận Greenwood, tiểu bang Kansas, Hoa Kỳ. Năm 2010, dân số của xã này là 410 người.